# لوتر (نمایش‌نامه)
لوتر (به انگلیسی: Luther) نمایشنامه‌ای است از جان آزبرن، نمایشنامه‌نویس انگلیسی که در سال ۱۹۶۱ نوشته شده و به کاوش در عواملی می‌پردازد که در زندگی مارتین لوتر، یکی از محرکین اصلاحات پروتستانی مؤثر بوده‌اند. آزبرن در این کتاب تحت تأثیر کتاب لوتر جوان اثر اریک اریکسون است که سه سال قبل، یعنی در سال ۱۹۵۸ منتشر شده بود.
در این نمایشنامه، یبوست مشهور لوتر در این دوره از زندگی و حرفه او نقش بازی می‌کند. آزبرن روند نوشتن علیه انبوه قتل و غارتگری دهقانان (۱۵۲۵) توسط لوتر، و درخواست او برای سرکوب‌های شدید دهقانان را در جنگ دهقانی (۱۵۲۴- ۱۵۲۶) نشان می‌دهد. آزبورن پاسخ فلسفی و کلامی خوبی به این چالش، مطابق با تفکر خود لوتر می‌دهد. این امر به نظر می‌رسد نشان‌دهنده‌ی تبرئه‌ی آزبورن از هر گونه اتهام نگاه کاملاً یک‌جانبه علیه لوتر باشد. به نظر می‌رسد لوتر موجب سرخوردگی آزبورن باشد، زیرا او می‌توانست با دنبال کردن زندگی وی، او را به عنوان یک انقلابی بنمایاند.

## اجرای نمایش
این نمایش با بازی آلبرت فینی در نقش لوتر، در تئاتر رویال کورت لندن و تئاتر سنت جیمز در برادوی نیویورک اجرا شده است. در سال ۱۳۵۳ این نمایشنامه توسط محمد تهامی‌نژاد به فارسی ترجمه و توسط انتشارات امیرکبیر چاپ شد. این نمایش در همان سال توسط رجب محمدین در دانشگاه تهران در تالار مولوی اجرا شد.
در سال ۱۹۷۴ بر اساس این نمایش، فیلمی با بازی استیسی کیچ، جودی دنچ، موریس دنهام، هیو گریفیث، پاتریک مگی و رابرت استفنز ساخته شد.

## پی‌نوشت
1. ↑  «صفحهٔ اطلاعات کتاب در سایت کتابخانهٔ ملی ایران». بایگانی‌شده از اصلی در ۱۱ اوت ۲۰۲۰. دریافت‌شده در ۱۸ اوت ۲۰۱۱.
2. ↑  «محمد تهامی‌نژاد (پژوهشگر و فیلمساز مستند)، صفحهٔ اطلاعات کاربر در سایت انسان‌شناسی و فرهنگ، دوشنبه، ۲۹ شهریور ۱۳۸۹ — ۱۷:۱۹». بایگانی‌شده از اصلی در ۱۱ اوت ۲۰۱۱. دریافت‌شده در ۱۸ اوت ۲۰۱۱.